# USS Jenkins (DD-447)
USS Jenkins (DD-447) – amerykański niszczyciel typu Fletcher, służący w United States Navy w czasie II wojny światowej.
"Jenkins" był drugim okrętem Marynarki noszącym nazwę upamiętniającą kontradmirała Thortana A. Jenkinsa (1811–1893).
Stępkę okrętu położono 27 listopada 1941 w stoczni Federal Shipbuilding and Dry Dock Company w Kearny w stanie New Jersey. Zwodowano go 21 czerwca 1942, matką chrzestną okrętu była pani Marion Parker Embry. Okręt oddano do służby 31 lipca 1942, z komandorem podporucznikiem H. F. Millerem jako dowódcą.
Brał udział m.in. w bitwie w zatoce Kula (1943).
2 stycznia 1951 okręt został przeklasyfikowany na DDE-447 i 2 listopada 1951 r. trafił ponownie do służby, z której został wycofany w lutym 1969 roku.